# Великий Ляс (Вармінсько-Мазурське воєводство)
Великий Ляс (пол. Wielki Las, нім. Tannenheim) — село в Польщі, у гміні Піш Піського повіту Вармінсько-Мазурського воєводства.
Населення — 150 осіб (2011).
У 1975-1998 роках село належало до Сувальського воєводства.

## Демографія
Демографічна структура станом на 31 березня 2011 року:
|          | Загалом | Допрацездатний вік | Працездатний вік | Постпрацездатний вік |
| -------- | ------- | ------------------ | ---------------- | -------------------- |
| Чоловіки | 74      | 25                 | 45               | 4                    |
| Жінки    | 76      | 20                 | 47               | 9                    |
| Разом    | 150     | 45                 | 92               | 13                   |